# تيري هاوكريدج
تيري هاوكريدج (23 فبراير 1990 بنوتنغهام في المملكة المتحدة - ) (بالإنجليزية: Terry Paul Hawkridge)‏ هو لاعب كرة قدم بريطاني في مركز جناح ‏. لعب مع سكونثورب يونايتد ونادي غاينسبورو ترينيتي وCarlton Town F.C. ‏ وHucknall Town F.C. ‏ ولينكولن سيتي أف سي ونادي مانسفيلد تاون.

## وصلات خارجية
- تيري هاوكريدج على موقع قاعدة بيانات كرة القدم.إي يو (الإنجليزية)
- تيري هاوكريدج على موقع Soccerbase.com (لاعب) (الإنجليزية)